# Zehnacker

Zehnacker este o comună în departamentul Bas-Rhin, Franța. În 1 ianuarie 2022 avea o populație de 251 de locuitori.
Primarul acestei comune este  Patrick Bastian